# 小牧市立三ツ渕小学校
小牧市立三ツ渕小学校（こまきしりつ みつぶちしょうがっこう）は、愛知県小牧市にある市立小学校。

## 沿革
- 1874年（明治7年） - 創立[1]。

## 通学区域
- 小牧市[2]
  - 舟津（一部の地域）
  - 三ツ渕
  - 三ツ渕原新田
  - 元町一丁目から四丁目
  - 小木（一部の地域）
  - 新小木一丁目（一部の地域）

## 周辺
- 小牧市立三ツ渕保育園
- 三ツ渕会館
- 矢戸川
- 小牧市立小牧西中学校